# 化河乡
化河乡，是中华人民共和国河南省周口市商水县下辖的一个乡镇级行政单位。

## 行政区划
化河乡下辖以下地区：
化河村、杨树东村、何楼村、东张坡村、曹楼坡村、三里长村、南郭庄村、王教庄村、东化庄村、北郭庄村、宁楼村、大庄村、陈李庄村、小庄村、肖庄村、大王庄村、高楼村、谢楼村、高老村、大柴庄村、南马庄村和任庄村。